# Andrea Sartoretti
Pour les articles homonymes, voir Sartoretti.
Andrea Sartoretti (né le 19 juin 1971 à Pérouse) est un joueur de volley-ball italien. Il mesure 1,94 m et joue attaquant de pointe. Il totalise 328 sélections en équipe nationale d'Italie, avec laquelle il fut champion du monde en 1998.
Le surnom de Sartoretti est « la Sartorace », parce qu'il est un grand serveur et surtout en raison de sa façon très particulière de servir.

## Clubs

### Joueur
| Club                 | Pays   | De        | À         |
| -------------------- | ------ | --------- | --------- |
| PV Città di Castello | Italie | 1988-1989 | 1990-1991 |
| Porto Ravenne        | Italie | 1991-1992 | 1995-1996 |
| Pallavolo Modène     | Italie | 1996-1997 | 1996-1997 |
| Gabeca Pallavolo     | Italie | 1997-1998 | 1999-2000 |
| Piemonte Volley      | Italie | 2000-2001 | 2001-2002 |
| Trentino Volley      | Italie | 2002-2003 | 2004-2005 |
| Pallavolo Modène     | Italie | 2005-2006 | 2008-2009 |

### Entraîneur
| Club           | Pays   | De          | À                |
| -------------- | ------ | ----------- | ---------------- |
| Perugia Volley | Italie | 31 mai 2009 | 24 décembre 2009 |

### Directeur sportif
| Club           | Pays   | De               | À             |
| -------------- | ------ | ---------------- | ------------- |
| Perugia Volley | Italie | 24 décembre 2009 | 2012          |
| Umbria Volley  | Italie | 2012             | novembre 2013 |

### Manager général
| Club             | Pays   | De            | À   |
| ---------------- | ------ | ------------- | --- |
| Pallavolo Modène | Italie | novembre 2013 | ... |

## Palmarès
- En club
  - Championnat d'Italie : 1997
  - Coppa Italia : 1997, 2002
  - Ligue des champions : 1992, 1993, 1994, 1997
  - Coupe de la CEV : 2002, 2008
  - Supercoupe d'Europe : 1992, 1993

- En équipe nationale d'Italie
  - Championnat du monde : 1998
  - Championnat d'Europe : 1999, 2003
  - Ligue mondiale : 1994, 1995, 1997, 1999, 2000
  - Coupe du monde : 1999

## Décorations
- Il est fait Chevalier de l'Ordre du Mérite de la République italienne le 25 juillet 2000[1].
- Il est fait Officier de l'Ordre du Mérite de la République italienne le 27 septembre 2004[2].